# Трахов, Лю Нахлукович
Лю Нахлукович Трахов (1854—1914) — адыгейский предприниматель, меценат, общественный деятель.

## Биография
Родился 1 октября 1854 года в ауле Шенджий Российской империи, ныне Тахтамукайского района Республики Адыгея, в бедной семье. 
Не получив образования, в молодости работал возчиком дров, а во время строительства Новороссийской ветки Северо-Кавказской железной дороги подвозил шпалы к месту укладки рельсов. Постепенно, набираясь опыта, благодаря трудолюбию и упорству, он занялся собственным делом, став одним из наиболее обеспеченных людей Екатеринодара. Трахов владел черепично-изразцовым и тремя кирпичными заводами, гостиницей «Нью-Йорк» в центре города, сетью магазинов, торговавших широким ассортиментом товаров,  крупными лесоскладами и прочим имуществом.
Свои капиталы Лю Нахлукович использовал и на благо общества: построил мост через реку Кубань, соединявший город с адыгскими аулами; городской приют для детей-сирот и общественную баню; мечети в Екатеринодаре, Майкопе, Шенджие и Кошехабле. Благодаря ему во многих адыгских аулах были открыты школы, организованы курсы по изучению адыгейского языка.  Трахов первым организовал широкомасштабные работы по осушению Чибийских плавней, построив два канала и дамбу возле хуторов Яблоновский и Новый сад для сброса паводковых вод в реки Кубань и Афипс. На осушенных землях жителями Екатеринодара выращивались овощи. 
Также занимался общественной деятельностью: в разные периоды занимал посты вице-председателя и председателя Черкесского благотворительного общества Кубанской области, был членом Кубанского попечительского комитета тюрем, главой Кубанского поощрительного скакового комитета. В последние годы жизни Трахов совершил паломничество в Мекку и получил сан хаджи.
Летом 1914 года он поехал в Пятигорск поправить своё здоровье. И там, утром 9 июля 1914 года, в гостинице «Бристоль», неожиданно умер. Был похоронен в родном ауле. 

## Память
- В память о Лю Нахлуковиче Трахове в ауле Шенджий названа улица.
- Весной 2014 года в ауле Шенджий был открыт памятник.
- 28 июля 2015 года в Краснодаре по инициативе руководства Республики Адыгея на доме, где жил Лю Трахов, открыли бронзовую мемориальную доску работы заслуженного художника РФ, скульптора А. А. Аполлонова.[2]
- В Карасунском внутригородском округе города Краснодара решением Городской думы 64 заседания от 18.10.2023, названа новая улица имени мецената Лю Трахова [4]

## Соборная мечеть

Открытие мечети в Шенджие

В сентябре 1898 года в родном ауле Трахова — Шенджий, состоялось открытие Соборной мечети, построенной на его средства. Это была первая мечеть на Северном Кавказе, построенная из кирпича. На втором этаже здания разместилось медресе. В торжествах по случаю открытия мечети принимали участие: наказной атаман Кубанского казачьего войска, видные общественные и государственные деятели Кубани, священнослужители. Здание мечети сохранилось по настоящее время.
Здание мечети в период фашистской оккупации было конюшней, в послевоенное время — детским садом, школьным помещением и магазином. В настоящее время в здании бывшей мечети размещается фельдшерско-акушерский пункт.